# اسماعیل آشتیانی
اسماعیل آشتیانی (زادهٔ ۱۲۷۱ خورشیدی در تهران - درگذشتهٔ ۱۰ اردیبهشت ۱۳۴۹ در تهران) شاعر، نقاش و ادیب اهل ایران بود. پدرش مرتضی آشتیانی و جد او میرزا حسن آشتیانی از مبارزان نام‌آور قیام تنباکو بودند.

## زندگی‌نامه
اسماعیل آشتیانی متخلص به شعله، از نقاشان ایرانی و شاگردان کمال الملک بود. او در سال ۱۲۷۱ خورشیدی در تهران به دنیا آمد. وی آموزش خود را در مدرسه‌های اسلام و دارالفنون به انجام رساند. دلبستگی به نگارگری و استعداد در این هنر، از کودکی در وی آشکار شد. نخستین کارهای او نسخه برداری از نگارهای شاهنامه فردوسی بود که بر هر چه در دسترسش قرار می‌گرفت، ترسیم می‌کرد (بنی احمد ۲۷–۲۸).
استادان نقاشی او در دارالفنون، مصورالممالک ذوالفقاری، میرزا حاج آقا نقاش باشی و شیخ المشایخ بودند. او سپس به مدرسه صنایع مستظرفه رفت. کمال الملک پس از دیدن نمونه کارهای او، آموزش وی را پذیرفت، اما آن را مشروط بدان کرد که آشتیانی «تا پایان دورهٔ مدرسه فقط هنر نقاشی را راه و طریق خود بداند» (یادی از استاد). اسماعیل این شرط را پذیرفت و به آن مدرسه راه یافت؛ اما پیوستن به عالم هنر برای وی آسان نبود. چون او در یک خاندان روحانی زاده شده بود و انتخاب نگارگری و پیوستن به جرگهٔ هنرمندان گونه‌ای سنت‌شکنی به‌شمار می‌آمد، از این رو با مخالفت‌های سخت روبه‌رو شد تا جایی که به گفته خودش ورود به مدرسه امری «غیرممکن» می‌نمود (میزبان، ۱۶). بروز استعداد در خور توجه و پایداری او در رسیدن به هدف، سبب کاهش مخالفت‌ها شد و او سرانجام به عالم هنر پیوست. پشتکار، دلبستگی و توانایی آشتیانی در فراگیری به پایه‌ای بود که توانست دورهٔ پنج سالهٔ مدرسه را در ۳ سال به پایان برد و شاگرد اول مدرسه شود.
کمال الملک که در آشتیانی افزون بر توانایی هنر، نیک‌اندیشی و راست‌روی را دیده و او را راهرو راستین مکتب خود یافته بود، وی را به معلمی مدرسه برگزید. ظاهراً در همین زمان آشتیانی بر آن شد که تحصیلات خود را در رشتهٔ دیگری جز نگارگری ادامه دهد. در نامه‌ای که در این هنگام به استاد خود کمال الملک نوشت، از وی اجازه خواست که مدرسه صنایع مستظرفه را رها سازد، اما کمال الملک در دیداری که با او داشت، وی را از این کار بازداشت. آشتیانی که به استاد خویش به دیده مراد می‌نگریست، ماندن در کنار او را از ادامه تحصیل برتر شمرد و اندکی پس از آن به معاونت مدرسه برگزیده شد (۱۳۳۵ق/ ۱۹۱۶م). وی در سال ۱۳۰۷ ش، به ریاست مدرسه انتخاب شد و در سال‌های مدیریت او آموزش درس‌های تازه‌ای چون مینیاتورسازی، تذهیب، کالبدشناسی، تاریخ هنر، ریاضیات و قواعد مناظر و مرایا به درس‌های مدرسه افزوده و کتابخانه‌ای برای مدرسه بنیاد نهاده شد.
مدیریت او در مدرسهٔ صنایع مستظرفه چندان به درازا نکشید و او در سال ۱۳۰۹ ش، به اروپا سفر کرد. در این سفر که بیشتر به قصد بررسی و کسب تجربه انجام گرفت، به درخواست شرکت فیلم‌برداری «اوفا» در آلمان از برخی هنرپیشگان معروف آن شرکت تک چهره‌هایی تهیه کرد که بسیار مورد توجه قرار گرفت و به او پیشنهاد استخدام در آن شرکت و ماندن همیشگی در آلمان شد اما آشتیانی نپذیرفت و به ایران بازآمد. پس از بازگشت به تهران، در مدرسهٔ دارالفنون، دانشکدهٔ ادبیات و دانشسرای عالی به تدریس پرداخت. خدمات آشتیانی در مدیریت مدرسه صنایع مستظرفه و استادی دارالفنون و دانشسرای عالی و کوشش‌های او در ترویج فرهنگ و هنر، سبب گردید که در سال ۱۳۲۵ ش، از سوی شورای عالی فرهنگ به او عنوان دکترای افتخاری و نشان درجه یک هنر داده شود.
وی در سال ۱۳۲۶ ش، به استادی دانشکده فنی برگزیده شد. در سال ۱۳۲۸ ش، با آنکه بیش از ۵۷ سال نداشت، به سبب خستگی جسمی و روحی به درخواست خود بازنشسته شد؛ اما کوشش هنری و فرهنگی وی پایان نپذیرفت و عضویت او در شورای عالی فرهنگ و هنرهای زیبا و انجمن ادبی فرهنگستان ادامه یافت.
وی در این دوره در کارگاه شخصی خود به پدیدآوردن آثار تازه پرداخت. تابلوهای تک چهرهٔ خود وی، نامه نویس، بهلول در خواب، پرنده‌های تیر خورده، نوازنده آکوردئون و …، از این آثار بود.
آشتیانی در نگارگری پیرو مکتب کمال الملک یعنی طبیعت‌گرا بود و بیشتر آثار خود را مستقیماً از روی طبیعت نقاشی می‌کرد. گر چه بیشتر تابلوهای او رنگ روغنی است، اما وی در کار آبرنگ و سیاه قلم نیز توانا بود. دقت دید هنری، قدرت طراحی، رنگ‌گذاری متناسب و به کار گرفتن ذوق شاعرانه از ویژگی‌های نگارگری اوست.
برجسته‌ترین کارهای او رؤیای حافظ، قهوه خانهٔ سر راه، تک چهره‌های خود وی و نامه نویس است. تأثیر کمال الملک بر آشتیانی چنان بود که وی گاه در انتخاب موضوع تابلوها از او پیروی می‌کرد و از دریچهٔ چشم او به جهان می‌نگریست. همانندی دیدگاه موضوع تابلوهای فالگیر و میرزا هادی خوشنویس کمال الملک را با تابلوهای قهوه‌خانه و نامه نویس آشتیانی نمی‌توان اتفاقی دانست. شمار تابلوهای آشتیانی به یک صد می‌رسد که بخشی از آن‌ها به وسیلهٔ خود وی به کتابخانه مجلس شورای ملی واگذار گردیده‌است و شماری در موزها و مجموعه‌های خصوصی و نزد خانوادهٔ او نگاهداری می‌شود.
آشتیانی با تخلص «شعله» شعر نیز می‌سرود. دیوان اشعار او به چاپ رسیده‌است و بقیهٔ آثار او عبارت است از: سفرنامه اروپا، اختراع الفبایی بر مبنای حروف فارسی برای اصلاح خط، مناظر و مرایا، ادعیه قرآن یا احسن الادعیة، تصحیح دیوانهای منوچهری دامغانی و امیر خسرو دهلوی، نماز در اسلام، منتخبات رباعیات خیام، ترانه‌های باباطاهر، صائب، حافظ و شرح حال و تاریخ حیات کمال الملک. واپسین اثر نقاشی او تک چهرهٔ همسرش است که ناتمام مانده.
او در مدرسهٔ مستظرفه به سرپرستی کمال الملک به هنر جویی پرداخت و سرانجام معلم و مدیر همین مدرسه شد. در دوران مدیریت آشتیانی آموزش درس‌های تازه‌ای چون تاریخ هنر و ریاضیات در این مدرسه آغاز شد.
از برجسته‌ترین آثار آشتیانی «نامه نویس» و «پرنده تیر خورده» را می‌توان نام برد. از آثار ادبی وی نیز می‌توان به دیوان اشعار با تخلص شعله، سفرنامه اروپا و تاریخ حیات کمال الملک اشاره کرد. 
از شاگردان معاصر آشتیانی علی اشرف والی است که آثارش در موزه لوور و موزه آستان قدس رضوی و بسیاری نقاط دیگر جهان موجود است.

## نمایشگاه نقاشی
آثار نقاشی اسماعیل آشتیانی در دوران زندگی و پس از درگذشت او در چندین نمایشگاه به تماشا گذاشته شده‌است. از آن میان می‌توان به موارد زیر اشاره کرد:
- نمایشگاه هنرهای زیبای ایران به کوشش انجمن روابط فرهنگی ایران و شوروی (۱۶ بهمن ۱۳۲۴ش تا ۱۰ فروردین ۱۳۲۵ ش)
- نمایشگاه آثار آشتیانی در انجمن ایران و آمریکا (آبان ۱۳۳۳ ش و اسفند ۱۳۴۹ ش)
- نمایشگاه آثار نقاشان ایرانی در باشگاه مهرگان (آبان ۱۳۳۳ ش)
- نمایشگاه آثار نقاشان نخبه معاصر ایران در مجلس شورای ملی (اسفند ۱۳۵۱ ش)

## آثار مکتوب
- اختراع الفبای فارسی
- مناظر و مرایای علمی

## درگذشت
اسماعیل آشتیانی در تاریخ ۱۰ اردیبهشت ۱۳۴۹ در ۷۸ سالگی در تهران درگذشت و در صحن عبدالعظیم حسنی به خاک سپرده شد.